# Hendrik van Heuckelum
Hendrik (Henk) van Heuckelum (Den Haag, 6 mei 1879 - Den Haag, 28 april 1929) was een Nederlands voetballer die in 1900 op de Olympische Spelen in Parijs namens België een bronzen medaille won.
Van Heuckelum speelde in het team dat namens België aan de Olympische Spelen meedeed aan het voetbaltoernooi. In die tijd was het gebruikelijk dat voetbalclubs meededen in plaats van nationale elftallen. Een studentenelftal was de Belgische vertegenwoordiger. Als lid van dit elftal mocht Van Heuckelum dan ook meedoen aan de Olympische Spelen. Het Belgische team verloor de enige wedstrijd die het moest spelen van het Franse clubteam Club Français Paris met 6-2. Door dit resultaat eindigde de Belgen op de laatste plaats. Omdat er maar drie teams deelnamen, was deze prestatie toch voldoende voor de bronzen medaille.
Van Heuckelum speelde verder voor het Nederlandse HBS uit Den Haag in 1896-1899 + 1900-1902 en het Belgische Léopold Club de Bruxelles in 1899-1900.